# تاريخ الرعاية والتعليم في مرحلة الطفولة المبكرة
يشير تاريخ الرعاية والتعليم في مرحلة الطفولة المبكرة إلى تطوير الرعاية والتعليم للأطفال منذ الولادة إلى ثمانية سنوات عبر التاريخ وتتمتع الرعاية والتربية في مرحلة الطفولة المبكرة بنطاق عالمي حيث كانت جزءًا لا يتجزأ من المجتمعات البشرية، وقد تطورت الترتيبات اللازمة للوفاء بهذه الأدوار المجتمعية مع مرور الوقت وظلت متنوعة عبر الثقافات، وكثيراً ما تنعكس على هياكل الأسرة والمجتمع فضلاً عن الأدوار الاجتماعية والاقتصادية للنساء والرجال. ومن الناحية التاريخية، كانت هذه الترتيبات لا تخضع لقانون محدد إلى حد كبير ولكن برز إضفاء الطابع الرسمي والقانوني على هذه الترتيبات في القرن التاسع عشر مع إنشاء رياض الأطفال للأغراض التعليمية ودور الحضانة النهارية في الكثير من المناطق كأوروبا وأمريكا الشمالية والبرازيل والصين والهند وجامايكا والمكسيك.
وقد ظهر لأول مرة التوسع الذي تقوده الدول لخدمات الرعاية والتربية في مرحلة الطفولة المبكرة في الاتحاد الروسي أوائل القرن العشرين كجزء من المشروع الاشتراكي لتعزيز المشاركة المتساوية للنساء والرجال في الإنتاج والحياة العامة، وتوفير التعليم علنا من أصغر سن ممكن، امتد هذا التطور إلى الدول الاشتراكية أو الاشتراكية السابقة مثل كمبوديا والصين وفيتنام. كانت فرنسا بداية مبكرة أخرى بعد إضافة مرحلة ما قبل المدرسة في نظامها التعليمي في وقت مبكر من عام 1886 وتوسع نطاق توفيرها في 1950 من الناحية الفعلية، بدأ التوسع الكبير في خدمات الرعاية والتربية في مرحلة الطفولة المبكرة في الستينيات مع النمو الكبير ومشاركة المرأة في سوق العمل والتطورات الواسعة في سياسات الطفل والأسرة في أوروبا والولايات المتحدة الأمريكية.
تنمية رعاية الطفولة المبكرة في التسعينات
افتتحت التسعينات صفحة جديدة في تاريخ تطور الرعاية والتربية في مرحلة الطفولة المبكرة تحفزها بشكل أساسي المصادقة السريعة والمتلاحقة على اتفاقية الأمم المتحدة لحقوق الطفل لعام 1989 . من خلال الإشارة إلى «الطفل» - أي كل إنسان تحت سن الثامنة عشرة - عززت اتفاقية حقوق الطفل اتفاقية اليونسكو لعام 1960 وتوصية مناهضة التمييز في التعليم والتي كان يجب أن تغطي الأطفال الصغار على أي حال. مع قوتها الأخلاقية وتصديقها العالمي تقريباً، فقد اعترفت الاتفاقية رسمياً بالأطفال باعتبارهم من أصحاب الحقوق في البقاء والنماء، وأن يُسمعوا وأن يشاركوا في القرارات التي تؤثر عليهم وفقاً لقدراتهم المتطورة بما يحقق أفضل مصالحهم وعدم التمييز باعتبارهم مبادئ شاملة. في حين تقر اتفاقية حقوق الطفل في المادة 18 بالدور الأساسي للوالدين والأوصياء القانونيين في تنشئة الأطفال وتنميتهم وتلزم الاتفاقية الدول الأطراف على مساعدتها في القيام بهذه الواجبات.
أما في الدفعة الثانية لتنمية الرعاية والتربية في مرحلة الطفولة المبكرة كانت اعتماد الإعلان العالمي حول التعليم للجميع في مارس 1990 في جومتين، تايلاند. يعكس التعليق العام رقم 7، إعلان جومتين صراحة أن «التعلم يبدأ عند الولادة»، ودعا إلى «رعاية الطفولة المبكرة والتعليم الأولي» (المادة 5). ظهر هذا الاعتراف الجديد في رعاية الطفولة المبكرة كجزء لا يتجزأ من التعليم الأساسي مرة أخرى في الأهداف الرئيسية التي تم تبنيها في مؤتمر القمة العالمي للأمم المتحدة من أجل الطفل لعام 1990 , وبعد عشر سنوات أي في عام 2000، تم إعادة تسليط الضوء على هذه الرؤية الموسعة للتعليم الأساسي في إطار عمل داكار حول التعليم للجميع، والذي تم تبنيه في منتدى التعليم العالمي باعتباره الهدف الأول من الأهداف الستة للتعليم للجميع:«توسيع وتحسين الرعاية والتربية في مرحلة الطفولة المبكرة الشاملة خاصة بالنسبة للفئات الأكثر ضعفاً والأطفال المحرومين», ولكن للأسف على عكس الأهداف الأخرى للتعليم الجميع، تم ذكر ذلك كهدف واسع وطموح بدون أهداف رقمية أو معايير واضحة.

تنمية رعاية الطفولة المبكرة في القرن الواحد والعشرين
تم تعزيز مبادرة رعاية الطفولة المبكرة بشكل أكبر من خلال الأهداف الإنمائية للألفية، وإن كان ذلك جزئياً حيث اعتمدت لأمم المتحدة في بداية الألفية عام 2000، كان اثنان من الأهداف الإنمائية للألفية ذات صلة مباشرة بتنمية الطفولة المبكرة وهي: تحسين صحة الأمهات من خلال خفض معدلات وفيات الأمهات بمقدار ثلاثة أرباع وتوفير الوصول الشامل إلى الصحة الإنجابية (الهدف 4)، وخفض معدل وفيات الأطفال دون سن الخامسة بنسبة الثلثين بين عامي 1990 و 2015 (الهدف 5), وهكذا أصبحت الجوانب المتعلقة بصحة الأطفال والأمهات في الرعاية والتربية في مرحلة الطفولة المبكرة جزءاً لا يتجزأ من «الجهد العالمي» لتلبية احتياجات أفقر الناس في العالم، بينما تُركت جوانب رعاية الأطفال والتعليم المبكر.
في العقود الأخيرة، حظيت الرعاية والتربية في مرحلة الطفولة المبكرة باهتمام أكبر من أصحاب المصلحة المتعددين بما في ذلك مجتمعات الأبحاث والمجتمع المدني والمنظمات الحكومية الدولية التي عززت فهم طبيعتها الشاملة ومتعددة القطاعات. ويستمر البحث في توثيق فوائد التنمية متعددة الجوانب من الرعاية والتربية في مرحلة الطفولة المبكرة من أجل الصحة والتعليم والرفاهية الاجتماعية والعاطفية والعدالة الاجتماعية والتماسك والاقتصاد والعمالة والمكاسب.